# Wanajo Patera
La Wanajo Patera è una struttura geologica della superficie di Io.